# Hoge commissaris voor de Minderheden
De hoge commissaris voor de Minderheden, voluit hoge commissaris inzake Nationale Minderheden, is een functie die op 8 juli 1992 werd ingesteld tijdens de conferentie van de Organisatie voor Veiligheid en Samenwerking in Europa (OVSE) in Helsinki. In het Engels worden zowel de persoon als de organisatie met dezelfde titel aangeduid: High Commissioner on National Minorities (HCNM).
De post is ingesteld om vroegtijdig oplossingen van etnische spanningen te zoeken en identificeren die een gevaar kunnen vormen voor vrede, stabiliteit of de vriendschappelijke relaties tussen de OVSE-lidstaten.
Het kantoor van de hoge commissaris is gevestigd aan de Prinsessegracht in Den Haag. De eerste die de functie bekleedde was Max van der Stoel.

## Commissarissen
| Periode    | commissaris         | land       |
| ---------- | ------------------- | ---------- |
| 1993–2001  | Max van der Stoel   | Nederland  |
| 2001–2007  | Rolf Ekéus          | Zweden     |
| 2007–2013  | Knut Vollebæk       | Noorwegen  |
| 2013–2016  | Astrid Thors        | Finland    |
| 2017–2020  | Lamberto Zannier    | Italië     |
| sinds 2020 | Kairat Abdrakhmanov | Kazachstan |